# ヒロイン・ドリーム
『ヒロイン・ドリーム』（Heroine Dream）は、1996年10月10日にマップジャパンから発売されたプレイステーション專用のヒロイン育成SLGである。この項では、続編にあたる『ヒロインドリーム2』（1998年6月18日発売）についても記載する。

## 概要
第1作目はPS版が1996年10月10日に発売された後、廉価版『ヒロイン・ドリーム もう一度君に会いたい…Loved.2』が1999年9月9日に発売され、2013年11月27日にゲームアーカイブス版が配信された。第2作目は1998年6月18日に発売、その後廉価版が2000年9月14日、ゲームアーカイブス版が2013年12月18日に配信された（GA版は、いずれもガンホー・オンライン・エンターテイメントより配信）。
なお、第一作目はパッケージのタイトルにはカナ表記がされていないが、新品で買った際に付属する帯や取扱説明書には『ヒロイン・ドリーム』と記載され、また主題歌等も『ヒロイン・ドリーム主題歌』と記載されている。対してゲームアーカイブスでは『ヒロインドリーム』と記載されており、表記が分かれている。第2作目はパッケージ自体に『ヒロインドリーム2』とカナ表記がされており、ゲームアーカイブス版もこの表記となっている。
第1作のキャッチコピーは「静の夢、かなえて欲しい —女の娘はいつだってヒロインに憧れている—」。第2作のキャッチコピーは「夢にむかってはばたくために、とうぞ翼を下さい……」。
2作共、キャラクターデザインは宮内友子が務めた。

## ストーリー
プレイヤーは舞木 静のディレクターとなり、彼女を"ヒロイン"と呼ばれる業界の頂点に導く。しかし、プレイヤーはとある事情から正体を明かさずに彼女を育てる必要がある。そのため、ヒロイン候補生たちが通う学園では、プレイヤーは占い師を名乗り、間接的に舞木 静や候補生たちと関わりながらヒロインへと導いていく。最後にヒロインに選ばれるのは、5人の候補生のうち一人だけ。プレイヤーはディレクターとしての正体を隠しながら、舞木静をヒロインにできるのか？
プレイヤーはディレクターとして顔を出さないまま、個性的すぎる講師たちを舞木静へ派遣、芸能スキルを育成し、オーディション合格を目指す。他の候補生たちはすでに演劇やモデルなど適正がわかっているが、舞木静の芸能人としての適性は見えていないのでディレクターとしての能力を問われることになる。

## 登場人物

### ヒロイン・ドリーム
舞木 静（まいき しずか）
声 - 西村ちなみ
7月31日生まれ。血液型A型。身長159cm、体重47kg。
スーパーヒロインになれる優れた才能を持つ少女。多感な気分屋。
大羽 音夢（おおは ねむ）
声 - 大谷育江
4月8日生まれ。血液型O型。身長158cm、体重46kg。
ライバルの一人。おっとりしているが、収録が始まると女優としての才能を発揮する天才少女。読書好き。
見和 麗（みわ れい）
声 - 折笠愛
2月20日生まれ。血液型AB型。身長173cm、体重48kg。
ライバルの一人。モデル志望。才色兼備な努力家。
神楽 姫子（かぐら ひめこ）
声 - かないみか
11月1日生まれ。血液型B型。身長155cm、体重43kg。
ライバルの一人。負けず嫌いな性格で争い事が絶えない。歌の才能があり、すぐにデビュー出来るほどの実力を持つ。
源舞 由紀（げんぶ ゆき）
6月16日生まれ。血液型O型。身長166cm、体重55kg。
声 - 高乃麗
ライバルの一人。いつも全力で半端な事が大嫌い。好きな言葉は努力、根性、忍耐。演劇の才能がある。
元見 演信
声 - 大塚明夫
源舞由紀のディレクター。
名渡 画帝
声 - 藤原啓治
大羽音夢のディレクター。
鈴無 響子（すずなし きょうこ）
声 - 榊原良子
神楽姫子のディレクター。音楽業界で実力を発揮している。
秋夜 楓（あきや かえで）
声 - くればやしたくみ
見和麗のディレクター。ファッション界を牽引する若き実力者。
影山 逸草
声 - 辻親八
ペットショップ店長
声 - 辻親八
綾小路 太郎
声 - 河口宏
大羽 ねね
声 - 松倉羽鶴
時森 こよみ
声 - 雪乃五月
報道にハマった女子高生。
拳城 龍子
声 - 鈴鹿千春
- ゲスト：鈴鹿千春（店の人）、飯島京子（謎の女性）、伊藤紀子（通行人、スタッフ）、肥後誠（通行人、スタッフ、馬の骨）

### ヒロインドリーム2
御前 静（みさき しずか）
声 - 半場友恵
9月27日生まれ。血液型B型。身長160cm、体重46kg。
天真爛漫で明るく元気な少女。幼少期から歌合戦やファッションショーに出場していた為、既に芸能人気取りで、反抗的な面がある。オールマイティな才能を持つが、秀でたものが無い事を気にしている。趣味は買い物、ゲーム、釣り。沖縄県出身。
九櫛 円（くぐし まどか）
声 - 矢島晶子
7月20日生まれ。血液型A型。身長161cm、体重45kg。
ライバルの一人。空手、茶道、日本舞踊の稽古を受けて育ったお嬢様。プライドが高く、少しワガママな性格。京都府出身。
神依 雛（かみより ひな）
声 - 松井菜桜子
2月14日生まれ。血液型O型。身長172cm、体重47kg。
ライバルの一人。放任主義で育ったズボラな少女。無造作に髪を束ね、眼鏡をかけている。姉御肌なので人望が厚く、頼りにされている。さり気なくギャクを飛ばしたりする。モデル志望。趣味は読書、ウィンドウショッピング。一人でいる事が多い。滋賀県出身。
社 流音（やしろ るね）
声 - 篠原恵美
8月31日生まれ。血液型AB型。身長162cm、体重50kg。
ライバルの一人。明るく人懐こい甘えん坊。感受性も強いが怒ることは滅多にない。音楽が大好き。趣味は作詞、犬の散歩。北海道出身。
美宗 舞（みむね まい）
声 - 平松晶子
6月6日生まれ。血液型B型。身長153cm、体重45kg。
ライバルの一人。ボーイッシュな少女。女の子っぽくなりたい願望がある。全運動部の体験入部を果たした。プロダンサー志望。趣味は寝る事、ランニング。千葉県出身。
天派 理画（てんぱ りえ）
声 - 青柳ミエ
九櫛円のディレクター。クールな完璧主義者。
樹津 未遠（きりつ みおん）
声 - 稀代桜子
美宗舞のディレクター。マイペースでのほほんとしている。
鳴谷 響
声 - 北沢洋
工藤 華星
声 - 石井康嗣
舞木 静
声 - 西村ちなみ
スーパーヒロイン。
神楽 姫子
声 - かないみか
平成の歌姫。
源舞 由紀
声 - 高乃麗
高い演技力の舞台女優。
大羽 音夢
声 - 大谷育江
ロリ系の映画女優。
見和 麗
声 - 折笠愛
ファッション業界で無くてはならない存在。
元見 演信
声 - 大塚明夫
間宮 大吾
声 - 檜山修之
美宗 萌（みむね もえ）
声 - 横手久美子
美宗舞の双子の妹。情報収集が得意。
御園 小夜（みその さや）
声 - 生駒治美
猫目の美少女。
駄菓子屋のおばあさん
声 - 鈴木れい子
静（園児）
声 - こおろぎさとみ
- エキストラボイス：小西克幸、天田真人、嶋崎はるか、土谷百合香

## スタッフ
ヒロイン・ドリーム
- ディレクター：芦田純之
- メインプログラマー：松橋梅輝
- プログラマー：高橋邦裕
- キャラクターデザイン&原画：宮内友子
- 背景デザイン&原画：志村恵美
- グラフィックス：宮内友子、志村恵美、仁藤啓五、細谷幸男、小松敦司、薦田慎吾
- サウンド・プロデューサー：吉田正典
- ヴォイス・プログラマー：高橋邦裕、橋野裕華
- アーティストマネージメント：安部孝、小國眞也
- 収録演出・編集：北原幸彦
- カバー・デザイン：校條芳行、吉岡由佳
- ゲーム音楽（作曲）：野口厚司、もりゆみこ、石井玄人、若松浩人

ヒロインドリーム2
- ディレクター：宮野忠広
- プログラムチーフ：伊藤隆浩
- プログラム：高橋邦裕、橋野裕華、山下潤
- 原画・キャラクターデザイン：宮内友子
- 背景デザイン：志村恵美
- 画面デザイン・グラフィックチーフ：薦田慎吾
- グラフィック：宮内友子、志村恵美
- ボイスプロデュース：橋野裕華
- 企画原案：芦田純之
- シナリオ・収録演出：あたはらゆきひこ
- アニメーション：アニメイトフィルム
- アニメーション原画：マジックバス
- デジタルコンバート：アクセステン
- サウンド：サウンドメディア
- サウンドプロデュース：田尻哲
- アーティストマネージメント：小國眞也

## テーマソング
主題歌「フライ トゥ フライ」
作詞：木下詩也、作曲：岡田正浩、歌：かないみか / もりゆみこ（2）
挿入歌「クリスタル・ファンタジー」（第1作のみ）
作詞・作曲・歌：もりゆみこ
挿入歌「フラッシュライト・バイブレーション」（第1作のみ）
作詞：川田静香、作曲・歌：もりゆみこ

## 関連商品
公式ガイドブック
- 『ヒロイン・ドリーム 公式ガイドブック』毎日コミュニケーションズ、1996年11月1日発売 ISBN 4-89563-755-7
- 『ヒロインドリーム2 公式ガイドブック』毎日コミュニケーションズ 1998年6月30日発売 ISBN 4-83990-040-X
- 『ヒロインドリーム1＆2 公式設定資料集+公式攻略ガイド』メディアワークス 1999年12月30日発売 ISBN 4-07-309140-9

Win3.1用イラスト集CD
- 『ヒロイン・ドリーム イラストコレクション for Windows』ANIMAC ANR-1504